# Qaradolaq (Ağcabədi)
Qaradolaq è un comune dell'Azerbaigian situato nel distretto di Ağcabədi. Conta una popolazione di 2.746 abitanti.